# Walter Looft
Walter Looft (* 14. November 1905; † nicht ermittelt) war ein deutscher Regierungsrat und preußischer Landrat.

## Leben
Walter Looft war von 1938 bis 1940 Mitarbeiter des Reichskommissars für die Wiedervereinigung Österreichs mit dem Deutschen Reich in Wien, welcher bis Ende März 1940 bestand.
Als Nachfolger von Otto Ulrich Bährens wurde er Anfang Februar 1940 zum Landrat des Kreises Oschersleben ernannt und blieb bis 1943 im Amt. 1941 war er Mitarbeiter des Reichsstatthalters in Posen. Ab 1943 war er Mitarbeiter der Privatkanzlei Hitlers.
Nach 1945 war er Verwaltungsgerichtsdirektor beim Verwaltungsgericht Schleswig-Holstein.